# Seja (Stadt)
Seja (russisch Зея) ist eine Stadt in der Oblast Amur (Russland) mit 19.414 Einwohnern (Stand 1. Oktober 2021).

## Geographie
Die Stadt liegt am Südrand des Tukuringragebirges, etwa 500 km nördlich der Oblasthauptstadt Blagoweschtschensk, am rechten Ufer der Seja. Der Fluss, der der Stadt ihren Namen gab, verlässt hier sein Durchbruchstal, weshalb diese Stelle etwas oberhalb der Stadt auch für die Errichtung der Seja-Talsperre, die größte im Fernen Osten Russlands, gewählt wurde.
Die Stadt Seja ist der Oblast administrativ direkt unterstellt und zugleich Verwaltungszentrum des gleichnamigen Rajons.
Seja ist über eine ca. 100 km lange Straße mit der Station Tygda der Transsibirischen Eisenbahn verbunden.

## Geschichte
Seja entstand 1879 in praktisch unbewohntem Gebiet als Versorgungs- und Verwaltungsstützpunkt für die Goldförderung im Bereich der oberen Seja unter dem Namen Seiski sklad (Зейский склад, etwa Seja-Warenlager). Am 12. März 1906 erhielt der inzwischen auf etwa 5000 Einwohner gewachsene Ort unter dem Namen Seja-Pristan (Зея-Пристань, etwa Seja-Anlegestelle bzw. kleiner Hafen) Stadtrecht. Am 3. November 1913 wurde der Name der Stadt auf den heutigen verkürzt.
Bis in die 1930er Jahre, als sich das Zentrum der Goldgewinnung in das Kolyma-Gebiet verschob, war das Seja-Gebiet, und mit ihm die Stadt Seja, eines der wichtigsten für die Goldförderung Russlands. Einen neuen Aufschwung nahm die Stadt mit der Errichtung der Seja-Talsperre zwischen 1964 und dem Ende der 1970er Jahre.

### Bevölkerungsentwicklung
| Jahr | Einwohner |
| ---- | --------- |
| 1939 | 8.939     |
| 1959 | 7.119     |
| 1970 | 16.684    |
| 1979 | 28.980    |
| 1989 | 31.955    |
| 2002 | 27.795    |
| 2010 | 24.986    |
| 2021 | 19.414    |

Anmerkung: Volkszählungsdaten

## Kultur und Sehenswürdigkeiten
In Seja gibt es eine Filiale des Oblast-Heimatmuseums sowie ein Museum der Errichtung der Seja-Talsperre.

## Wirtschaft
Wichtigster Wirtschaftsfaktor ist die Seja-Talsperre, daneben die Forstwirtschaft. Die Stadt ist von einem Landwirtschaftsgebiet regionaler Bedeutung umgeben (Gemüse, Rinderzucht). Die Goldgewinnung spielt nach wie vor eine gewisse Rolle.

## Söhne und Töchter der Stadt
- Marija Paswik (1885–1955), Radiochemikerin